# Parc Nacional Nahuel Huapi

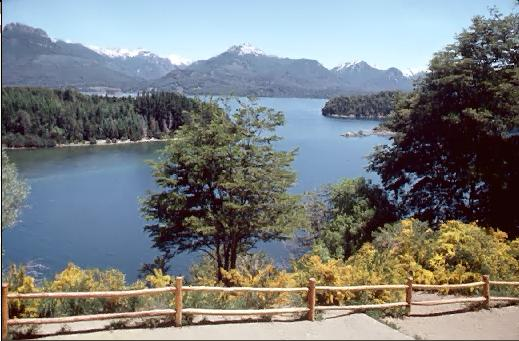
Panoraman del Llac Nahuel Huapi des de l'Illa Victòria.

El Parc i Reserva Nacional Nahuel Huapi s'estén per 712.160 ha entre les províncies del Neuquén i Río Negro, a l'Argentina. Envolta el llac Nahuel Huapi als contraforts dels Andes patagons. El més gran dels parcs nacionals de la regió, té una superfície de 7050 km². Els seus paisatges representen la zona andina patagona nord que consta de tres tipus, a saber, l'Altoandí (amb neu perpètua per sobre d'una altitud de 1600 m), l'Andino-Patagó (a la part baixa dels turons) i l'estepa patagona. També representa petites parts de la selva de Valdivia.
El parc i la reserva es troben a una altitud de 720 a 3.574 m, i estan designats sota les categories de gestió de la UICN II (Parc Nacional) i IV (Reserva de gestió). El parc està totalment protegit mentre que la reserva està parcialment protegida. El parc nacional està dominat per l'alta muntanya dels Andes, molts llacs, rius ràpids, cascades, cims nevats, glaceres i extensos boscos. Limita amb Xile pel seu costat occidental.

## Etimologia

Parc Nacional Nahuel Huapi (Mapa)

El nom del parc deriva del llac que l'envolta, és a dir, el "Nahuel Huapi". En llengua maputxe, nahuel significa "jaguar", i Huapi significa "illa".

## Història
El primer descobriment de Nahuel Huapi per part dels pobles no indígenes està lligat a la conquesta de Xile. A l'estiu de 1552-1553, el governador de Xile Pedro de Valdivia va enviar Francisco de Villagra a explorar la zona a l'est dels Andes a les latituds de la ciutat de Valdivia. Francisco de Villagra va travessar els Andes pel pas de Mamuil Malal i es va dirigir cap al sud fins a arribar al Riu Limay als voltants del llac Nahuel Huapi.
A l'època colonial els exploradors a la recerca de la llegendària "Ciudad de Los Cesares" van visitar la zona i els missioners jesuïtes procedents de l'arxipèlag de Chiloé van establir una missió precària a la vora del llac. Se sap que la quinoa es va conrear prop de la vora del llac durant aquest període.
A les dècades de 1870 i 1880, Perito Moreno va emprendre una sèrie de viatges d'exploració a la Patagònia. Més tard va treballar per a la comissió de fronteres del govern argentí. En definitiva, les exploracions i el treball de Perito Moreno van ser fonamentals per assegurar la sobirania argentina de la zona de Nahuel Huapi. Com a compensació pels seus serveis, a Perito Moreno se li va concedir una enorme extensió de terra al voltant del llac Nahuel Huapi.
El 1903, Perito Moreno va donar 75 km² dels terrenys de la zona al govern federal. Al mateix temps va proposar la creació d'un parc nacional. Un decret de l'1 de febrer de 1909 va reconèixer que la zona necessitava protecció després el 1916 es van iniciar les obres per establir un parc i finalment es va obrir l'any 1922 com a Parque Nacional del Sur. La superfície total de l'incipient parc nacional l'any 1916 va superar la de les donacions de Perito Moreno. No va ser fins al 9 d'octubre de 1934 que el Parc Nacional Nahuel Huapi va adquirir el seu nom actual. Paral·lelament, l'any 1934 es va establir el Parc Nacional d'Iguazú a l'Argentina.
A diferència del parc nacional subtropical d'Iguazú, però, es creia que el parc nacional temperat Nahuel Huapi podia competir amb el turisme d'Europa i, per tant, juntament amb Bariloche, els planificadors nacionals de desenvolupament turístic van prioritzar. El primer any del Servei de Parcs Nacionals, 1935, es van implementar diverses regulacions que van afectar Nahuel Huapi. Aquests inclouen el codi de construcció, la pesca esportiva, l'estandardització del sanejament de l'aigua potable i l'emissió de permisos de venedor. La zona es va obrir per a l'escalada i altres activitats recreatives després de la creació del parc.

## Geografia

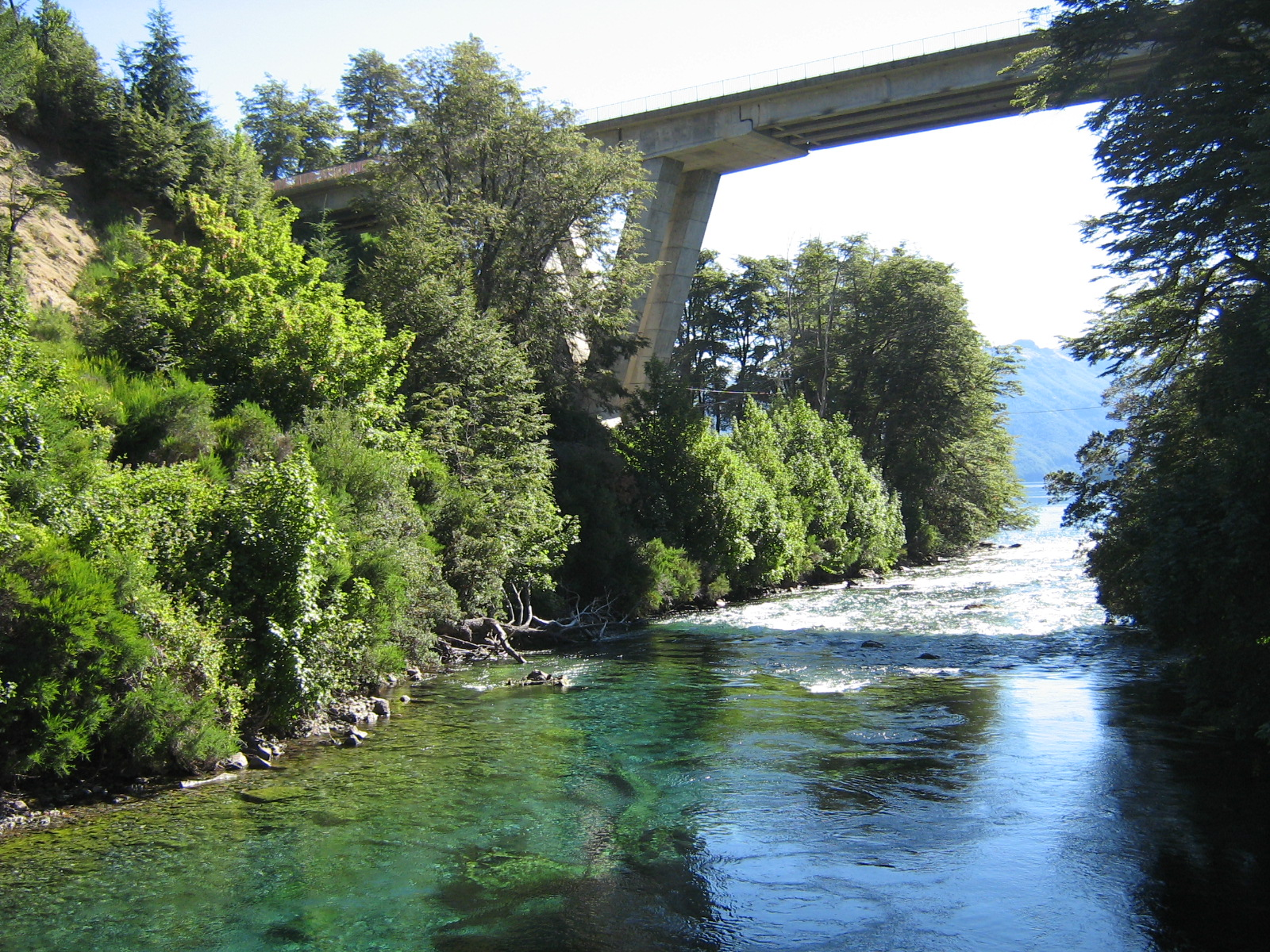
Pont de la ruta 231 sobre el riu Correntoso que desemboca al llac Nahuel Huapi.

El parc cobreix aproximadament 7.050 km². Es troba a la secció sud-oest de la província del Neuquén i la secció nord-oest de la província de Río Negro, limitant amb Xile. El parc té dues zones: el parc i la reserva natural amb desenvolupament concentrat a la reserva. La ciutat més gran i base per al turisme és San Carlos de Bariloche, que està envoltada pel parc. San Carlos de Bariloche és el principal centre a l'hora de visitar el llac, i és conegut com la "Porta d'entrada a la Patagònia", la "Capital de la Xocolata" i la "Capital de la Lluna de Mel" d'Argentina. Tanmateix, la ciutat i altres assentaments es troben fora dels límits del parc. S'ha implementat una subzonificació més a les zones nord, sud i sud amb una àrea recreativa exclusiva anomenada Cerro Catedral. Villa La Angostura és un altre complex turístic al costat del llac també dins dels límits del parc.
La zona és coneguda com el Districte dels Llacs Argentins, ja que hi ha molts llacs al parc, entre els quals destaquen els llacs Nahuel Huapi, Mascardi, Gutiérrez, Traful, Guillelmo, Fonck i Perito Moreno. El Cerro Catedral fa 2.388 m dins del parc i una important estació d'esquí. El Cerro Tronador, a la frontera amb Xile, és la muntanya més alta del parc amb 3491 m. Limita al nord amb el parc el Parc Nacional Lanín.

### Geologia
Les formacions geològiques del parc i de la reserva són generalment roques terciàries d'origen volcànic juntament amb andesites i pòrfirs. Els penya-segats de la península de San Pedro representen característiques glacials erosionades i els llacs també mostren molts efectes glacials.

### Clima
El parc té un clima temperat fred. Els hiverns són freds i plujosos amb nevades freqüents. Les temperatures mitjanes oscil·len entre 2 i 4 °C durant l'hivern. Els estius són secs amb temperatures mitjanes entre 14 i 16 °C. La precipitació mitjana anual oscil·la entre 4.000 mm a Puerto Blest i disminueix cap a l'est, amb una mitjana de només 600 mm a les parts més orientals.

### Llac Nahuel Huapi

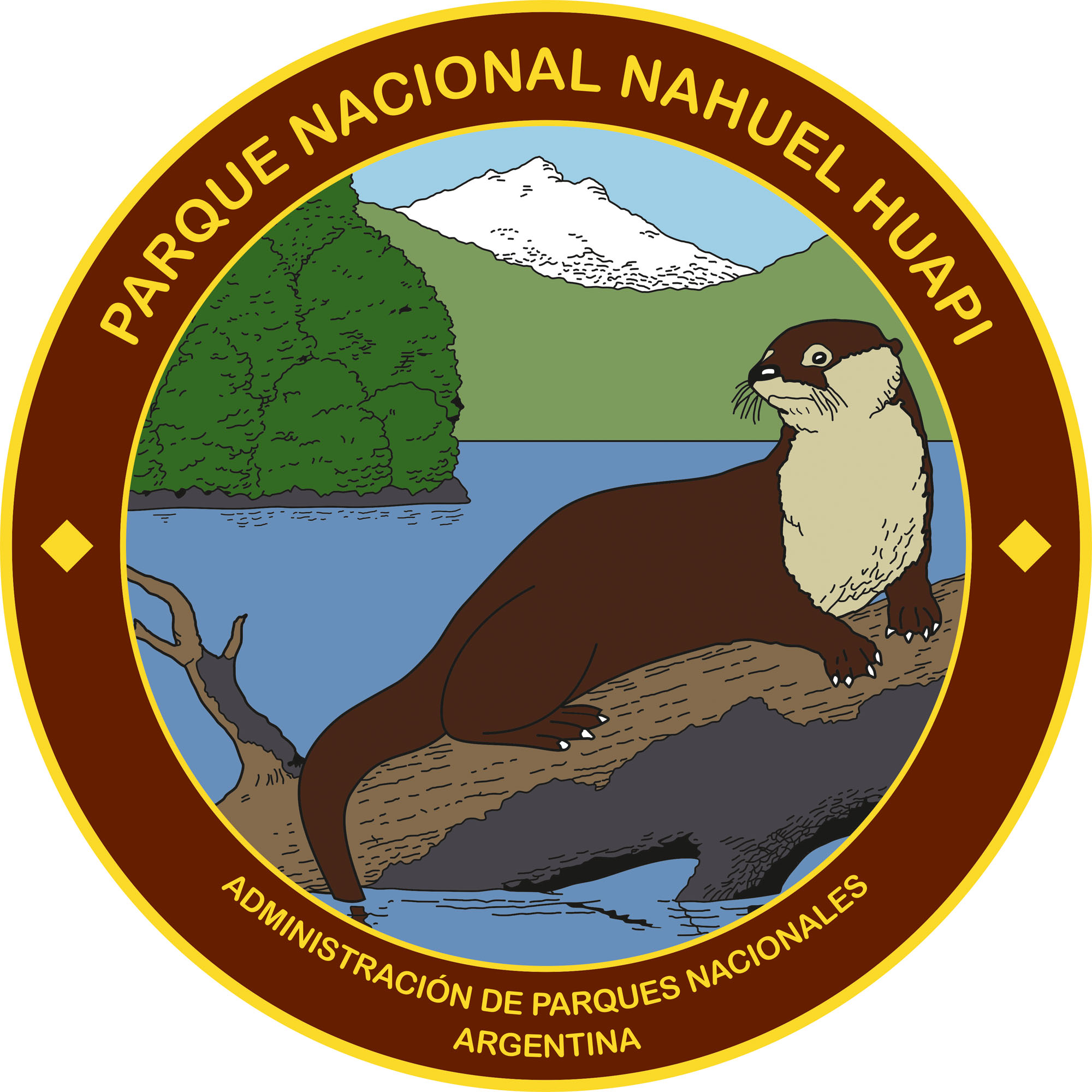
Logotip del parc

El llac Nahuel Huapi és el llac d'aigües clares més gran i profund del districte dels llacs d'Argentina, amb una profunditat de 425 m. Situat als peus de la Cordillera dels Andes a una altitud de 767 m, mesura 544 km². El llac va ser explorat pel sacerdot jesuïta Nicolás Mascardi l'any 1670 que també va construir una capella a la península de Huemul] del llac. El llac s'estén 100 km a través de la frontera amb Xile, i inclou molts fiords i la Selva de Valdivia. La riba sud del llac té molts hotels i restaurants que serveixen per a la indústria turística. La península de Quetrihué, al nord del llac, s'ha reservat com a parc nacional independent, el Parc Nacional Los Arrayanes. El llac té moltes illes. L'estació de recerca forestal es troba en una d'elles, l'illa Victòria, que és una reserva natural accessible amb vaixells. L'illa de Huemul va acollir el Projecte Huemul, el projecte d'investigació secreta argentí sobre fusió nuclear entre 1949 i 1952.

### Bariloche

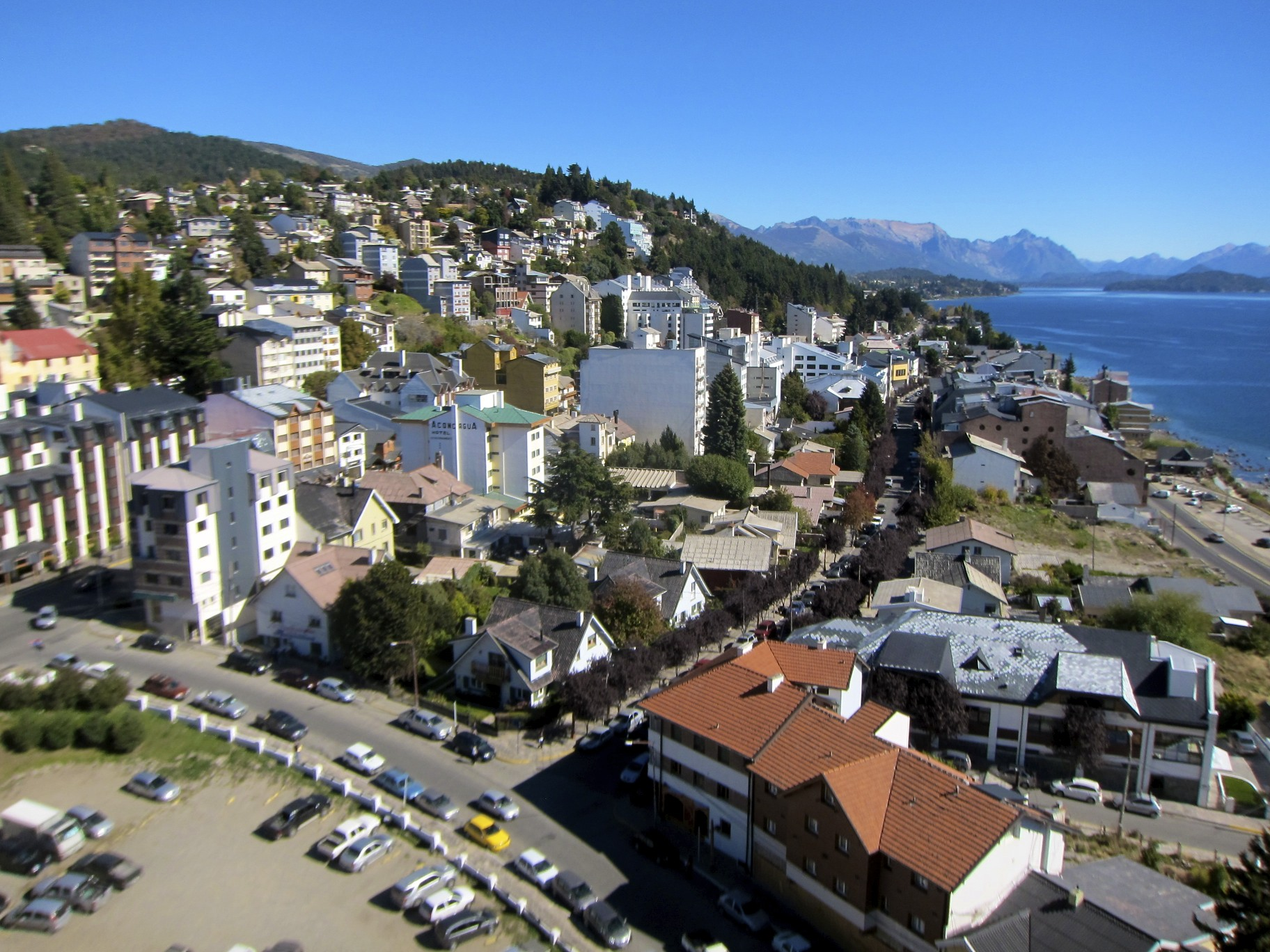
Bariloche a la vora del llac Nahuel Huapi

San Carlos de Bariloche es troba a la riba sud del llac Nahuel Huapi. La ciutat va ser fundada l'any 1902. No obstant això, la seva importància com a centre turístic va créixer després de la dècada de 1930, quan es va establir el parc nacional que l'envoltava. És coneguda com la "Capital de la Lluna de Mel de l'Argentina", a part de la seva fama per la seva indústria de fabricació de xocolata. El seu tram de 130 km per sota de les muntanyes dels Andes limita al sud amb el llac Mascardi i al nord amb la Villa Traful. Al nord de la ciutat, la carretera dels Set Llacs ofereix vistes panoràmiques dels paisatges. Les glaceres i les cascades, que es troben a prop de la Pampa Linda, es troben a l'oest de Bariloche. També és la base per a excursions d'alpinisme a 3554 m. El mont Tronador (conegut perquè la caiguda del gel produeix aquests sons) d'origen volcànic extingit. La ciutat està ben comunicada per transport aeri, ferroviari i per carretera; l'aeroport és a 15 km a l'est del poble; i les estacions de tren i autobusos són a 3 km a l'est. El cim de la muntanya del Cerro Catedral és el centre esportiu de neu, amb moltes pistes d'esquí, que té 23 km de Bariloche.

## Flora i fauna
L'ecologia del parc consta d'estepa patagona a cotes més baixes i boscos temperats de Valdivia a cotes més altes. Destaca per la seva rica fauna a causa dels seus nombrosos biòtops, atribuïts a la variada altitud i rang de precipitació.
L'espècie dominant de plàncton al llac és Dictyosphaerium pulchellum.

### Flora
El parc depèn de l'«Administració de Parcs Nacionals» i protegeix la flora i la fauna d'ambients ben diferenciats: l'altoandí, el bosc humit i l'estepa patagona.

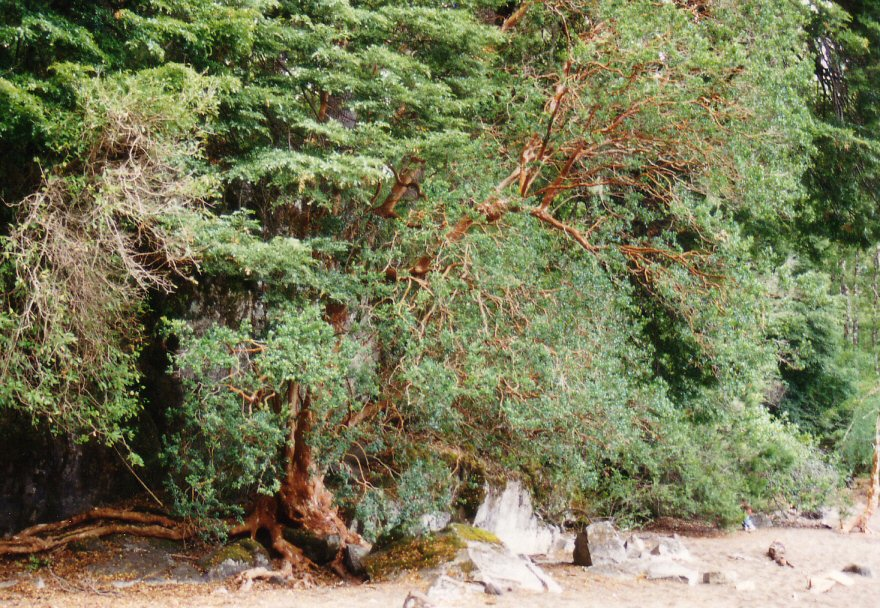
Faig austral i Luma apiculata (escorça vermella), dos tipus d'arbres comuns al parc nacional.

La flora xerofítica patagona és dominant a la meitat oriental del parc, mentre que la meitat occidental està coberta profusament de boscos pluvials temperats. Les espècies d'arbres dominants al parc són el Nothofagus pumilio, el coigüe i el nothofagus antarctica. Altres varietats d'arbres que s'observen al parc són el cedre de Xile (Austrocedrus chilensis), l'escorça d'hivern (Drimys winteri), Myrceugenella apiculata, Lomatia ferruginea, Lomatia hirsuta, Alstroemeria aurantica, Fuchsia megellanica Chusquea culcou, bambú co, Mitraria cocinea i Chutracina. El fitzroya o xiprer patagó és una conífera de creixement lent que també hi és present. Altres flora inclouen arrayanes, coigües, falgueres, phragmites de chusquea culeou, amancayes i arvejilles. El fong llao llao té patrons de creixement irregulars als arbres i és un símbol de la zona; també és el nom de l’hotel Llao Llao, un famós resort. Les selves tropicals de Valdivian estan ben boscoses amb bons arbres d'array amb escorça enfonsada. A les zones de fortes pluges properes a la frontera amb Xile hi ha profusió d'arbres coihue de 450 anys (fagedes perennes de fulles petites), fitzroya de 1500 anys d'edat escampats pel parc. Les canyes de chusquea creixen en abundància.

### Fauna
Els animals inclouen llúdrigues de riu (Lontra provocax), Huemul meridional (Hippocamelus bisulcus), pudus (cérvol petit), guineus, pumes, guanacos i dolicotins. Al parc s'ha informat de la llúdria de Xile, una llúdriga nativa en perill d'extinció. Els ocells reportats inclouen el picot negre de Magallanes, la cotorra de Magallanes, oques, ànecs, cignes, corbs marins imperials, còndols andins (Vultur gryphus) i colibrís australs (Saphonoides sephaniodes). La fauna d'amfibis reportada són Hylorina sylvatica i Bufo spinolosus. S'han registrat cinc gèneres i 32 espècies de Simuliidae (mosca negra). Aquests gèneres són Cnesia, Cnesiamima, Gigantodax, Paraustrasimulium i Simulium (Pternaspatha), un subgènere de Simulium amb 19 espècies; aquests representen el 57% de la fauna simulíidae que es troba a l'Argentina.
Nahuelito és un monstre del llac que porta el nom del llac Nahuel Huapi, ja que s'informa àmpliament del seu albirament al llac. Tant si es tracta d'un fet com de ficció, la gent local i els turistes han informat del seu albirament amb descripcions molt variades que esmenten una "serp d'aigua gegant amb gepes i aletes semblants a un peix a un cigne amb cap de serp, el casc bolcat d'un vaixell, i la soca d'un arbre”. La seva longitud també es troba en el rang de 5 a 30 m. Àmpliament informat des de la dècada de 1920, anterior a Nessie i al llibre titulat El món perdut, Nahuelito és descrit com "una estrella mediàtica argentina".

## Esbarjo

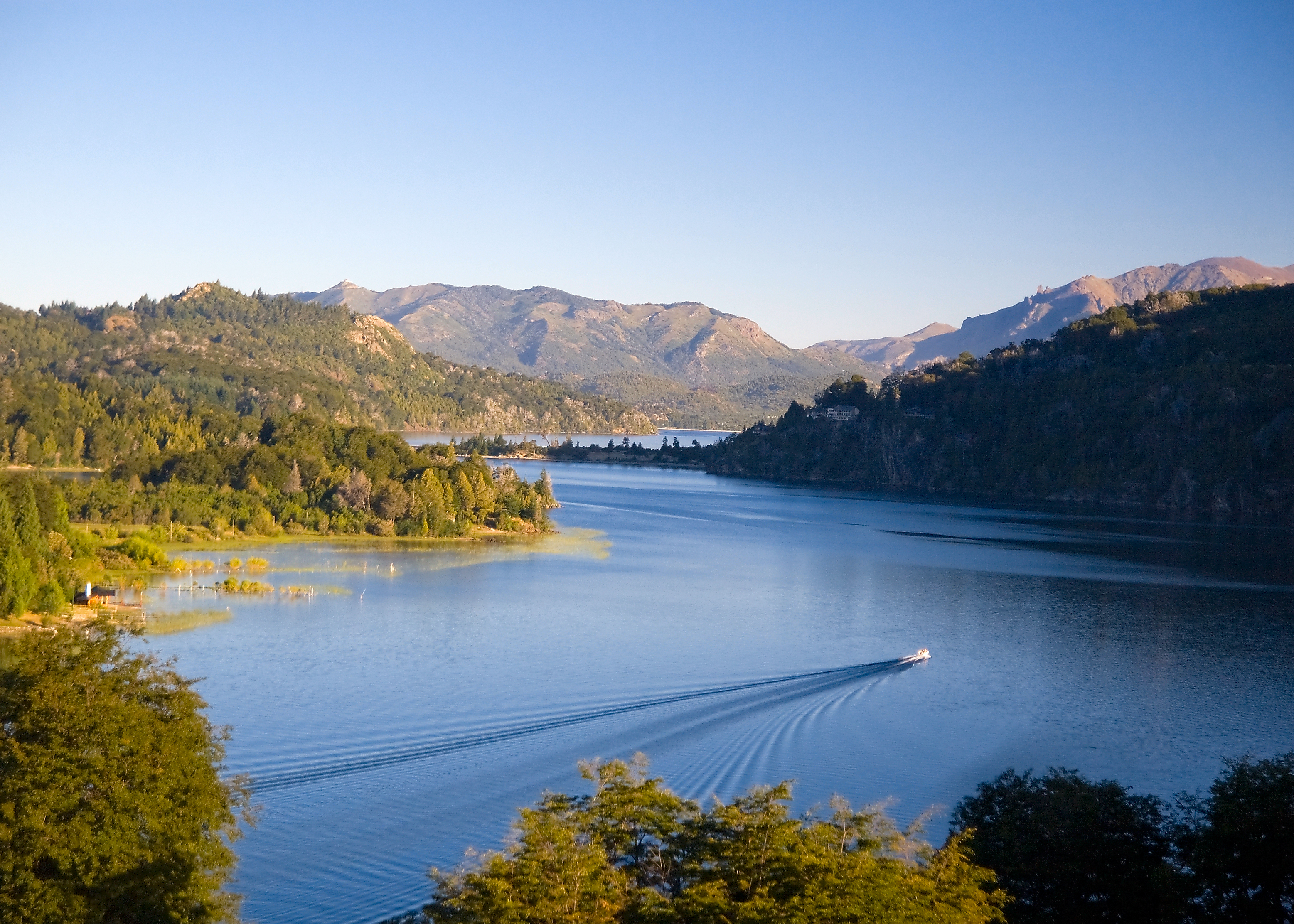
Recreació al llac Nahuel Huapi a Llao Llao

El parc ofereix moltes vies d'esbarjo. Llocs particulars d'interès en aquest context són el Tronador, Puerto Blest, l'illa Victòria i la carretera dels 7 Llacs. Altres opcions d'esbarjo estan disponibles al Cerro Catedral, López i Punta Negra. La major part de la instal·lació d'esbarjo gira al voltant del trekking d'alta muntanya i turons escarpats a part del ràfting, esquí al Cerro Catedral, caiac a Pura Vida, bicicleta de muntanya, escalada en roca, kitesurf, canopy, parapent, golf a Llao Llao, trekking en diverses rutes, serveis de ferri des de Puerto Rias.
Algunes de les rutes ben desenvolupades per a l'alpinisme són: La pujada al volcà Tronador, que compta amb diversos senders que arriben fins a les grans glaceres; els senders que uneixen el refugi de San Martín i Manfredo Segre (Llacuna Negra); caminades a San Martín i Manfredo Segre (Laguna Negra); a López i al mirador de la Pedra d'Habsburg, el passeig del Pas de las Nubes Puerto Frías que enllaça amb Pampa Linda; a la vall i la carena del Mont Rucaco Black Gap; i a Frey i San Martín (llacuna Jakob), que passa per la vora del Cerro Catedral.
Les rutes de trekking tenen instal·lacions d'allotjament en diversos llocs i les caminades depenen de la forma física i la distància varia des d'un mínim de 12 km fins a un màxim de 45 km que implica 1-2-3 i més de 4 dies de trekking. Els trekkings es classifiquen en quatre categories depenent del terreny i de la dificultat de pujar turons accidentats d'altures que varien entre 200 a 3000 m.

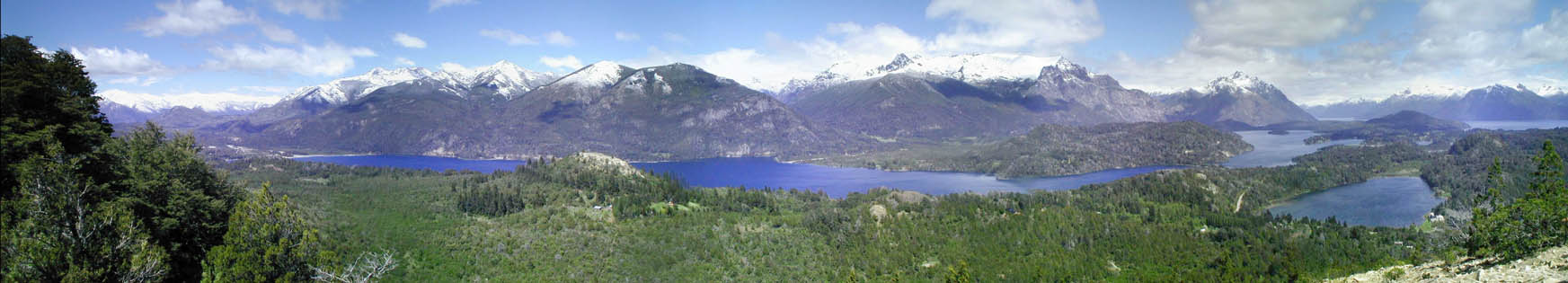
Cerros Catedral, López i Capilla, i els llacs Moreno i Nahuel Huapi, vists des del Cerro Campanario.

|  |  |  |  |